# 纳罗
纳罗（義大利語：Naro），是意大利阿格里真托省的一个市镇。总面积207.33平方公里，人口8322人，人口密度40.1人/平方公里（2009年）。ISTAT代码为084026。